# Station Jelcz Miłoszyce
Station Jelcz-Miłoszyce is een spoorwegstation in de Poolse plaats Miłoszyce.